# Stegodon
Stegodon ist eine ausgestorbene Gattung der Rüsseltiere (Proboscidea), die zur Familie der Stegodonten (Stegodontidae) gehört. Der Name leitet sich von den griechischen Worten stegein (bedecken) und odon (Zahn) ab und bezieht sich auf die ausgeprägten Grate auf den Backenzähnen (Molaren) des Tieres. Stegodon lebte vom mittleren Pliozän bis zum späten Pleistozän in Asien und im mittleren Pliozän in Afrika.

## Entwicklung und Verbreitung
Stegodon entwickelte sich aus Stegolophodon und erschien zum ersten Mal im mittleren Pliozän in Asien. Von hier aus verbreitete sich die Gattung bis nach Afrika, wo sie auch südlich der Sahara vorkam. Hier verschwand Stegodon allerdings vor dem Pleistozän. Am längsten hielt sich die Gattung in Ostasien, wo sie Teil der sogenannten Stegodon-Ailuropoda-Fauna war und erst im Jungpleistozän ausstarb. Überreste aus dem Pleistozän finden sich von Nordchina bis Timor. Auf Flores lebte noch vor 12.000 Jahren Stegodon florensis und auch auf Java scheinen Zwergformen bis zum Ende des Pleistozäns überlebt zu haben.

## Merkmale

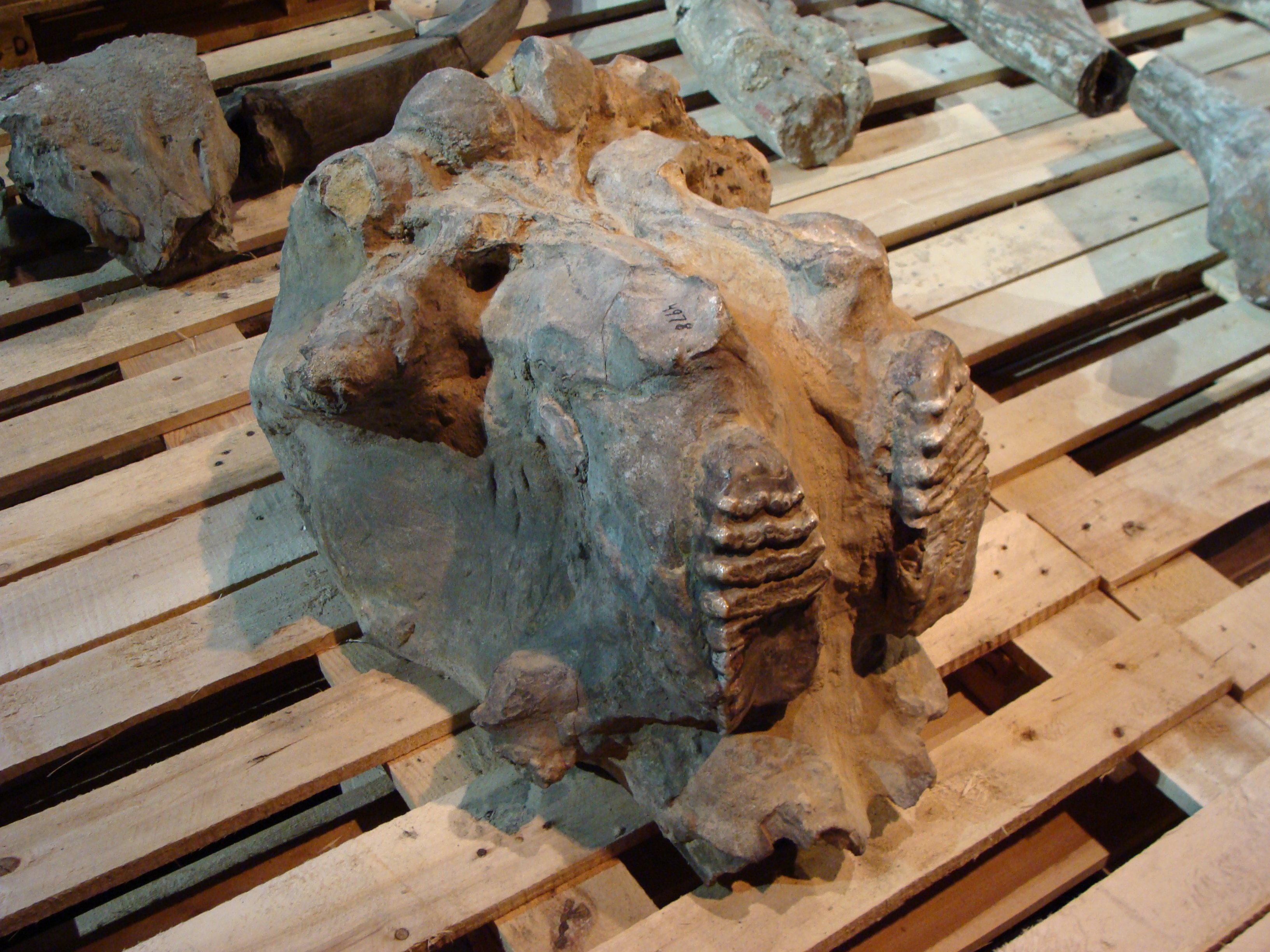
Schädel mit Oberkiefer und Backenzähnen (Molaren) von Stegodon trigonocephalus

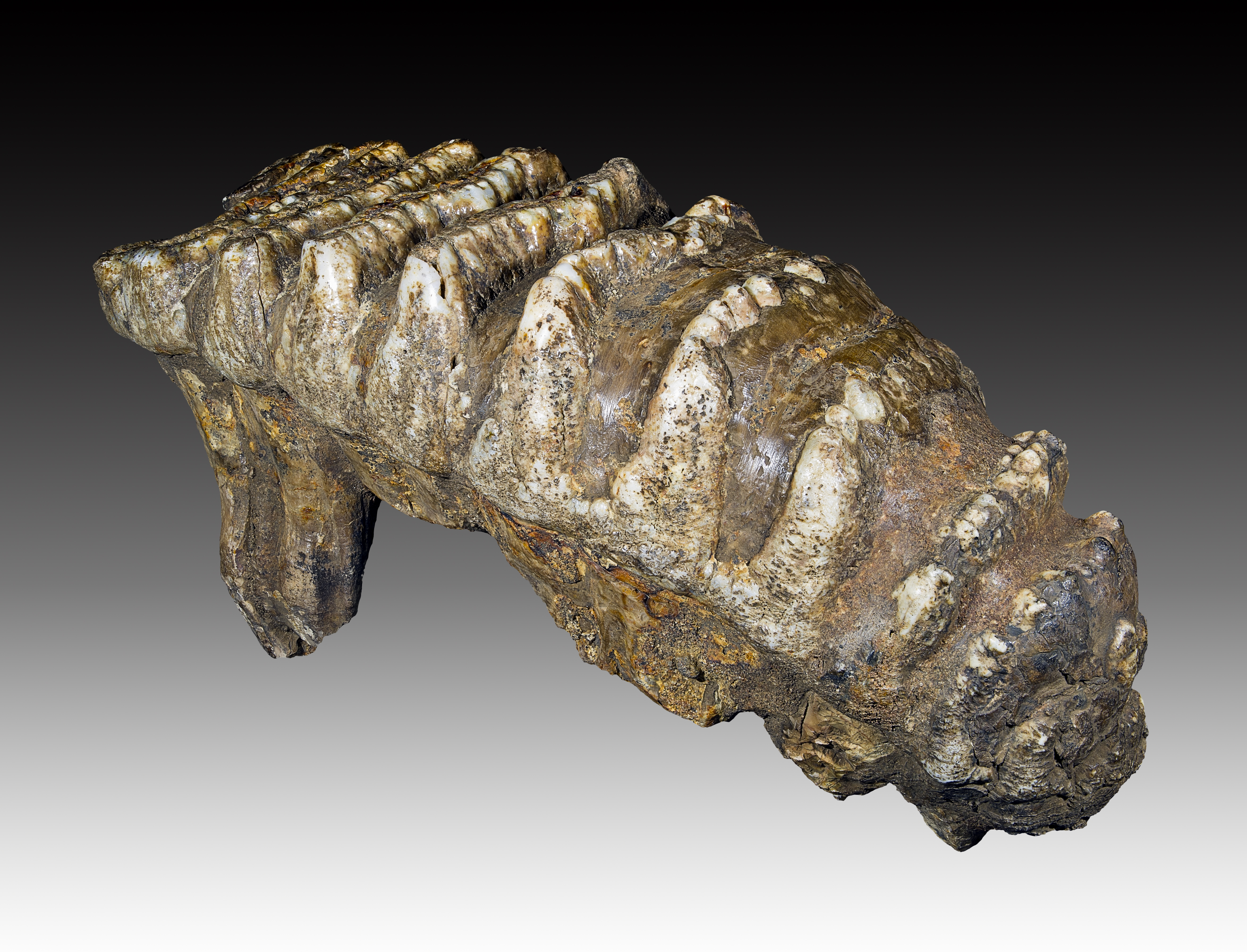
Ein Backenzahn (Molar) von Stegodon trigonocephalus

Stegodon und die Stegodontidae gelten als nahe mit den Elefanten verwandt. Gewisse Ähnlichkeiten zu Elefanten ergeben sich aus konvergenten Entwicklungen, die zu ähnlichen morphologischen Merkmalen führten, wie sie Elefanten zeigen. Hierzu gehören der relativ kurze Schädel und die gefalteten Backenzähne, die an heutige Elefanten erinnern und 6–13 Querjoche aufwiesen. Die Backenzähne von Stegodon bestanden jedoch aus einer Reihe von niedrigen, dachziegelartigen Graten, während bei Elefanten jeder Grat eine hochkronige Platte entwickelt. Die Zähne der Stegodonten unterschieden sich deutlich von denen früher Rüsseltiere und ermöglichten Stegodon wohl, einen großen Anteil an Grasnahrung zu sich zu nehmen.
In der Körperstatur unterschied sich Stegodon deutlich von Elefanten und hatte den für die meisten frühen Rüsseltiere typischen, relativ langen, niedrigen Körper. Die Schulterhöhe eines Tieres der Art S. ganesha, die etwa in den indischen Siwalik-Ablagerungen nachgewiesen ist, betrug rund 3,05 Meter. Die größten Angehörigen der Gattung waren jedoch fast 4 Meter hoch und gehörten damit zu den größten Rüsseltieren überhaupt. Die gigantischen Stoßzähne der Bullen waren bis zu drei Meter lang und standen so dicht beieinander, dass der Rüssel nicht dazwischen baumeln konnte und wohl darüber liegend getragen wurde. Auf Java, Sulawesi, Timor und Flores entwickelten sich Zwergstegodons, die mit nur 1,2 Metern Schulterhöhe nicht größer waren als die Zwergelefanten der Gattungen Palaeoloxodon und Mammuthus.

## Lebensweise
Höchstwahrscheinlich war Stegodon ein Herdentier und dürfte wohl ähnlich wie heutige Elefanten gelebt haben.
Stegodon war ein Tier der Tropen und Subtropen und bewohnte wohl vor allem dichte Wälder und baumreiche Savannengebiete. Funde aus Nordchina lassen darauf schließen, dass er auch bis in gemäßigte Breiten vorstieß.
Die letzten Vertreter der Gattung bewohnten im späten Pleistozän offenbar teilweise dieselben Lebensräume wie der Asiatische Elefant (Elephas). Da Stegodon sich ähnlich wie Elefanten nicht nur von Laub, sondern auch von Gräsern ernährte, ist nicht klar, wie beide Arten nebeneinander koexistieren konnten, ohne in zu starke Konkurrenz zu geraten. Möglicherweise war Stegodon doch etwas mehr an Laubnahrung angepasst als Elefanten.

## Spezies

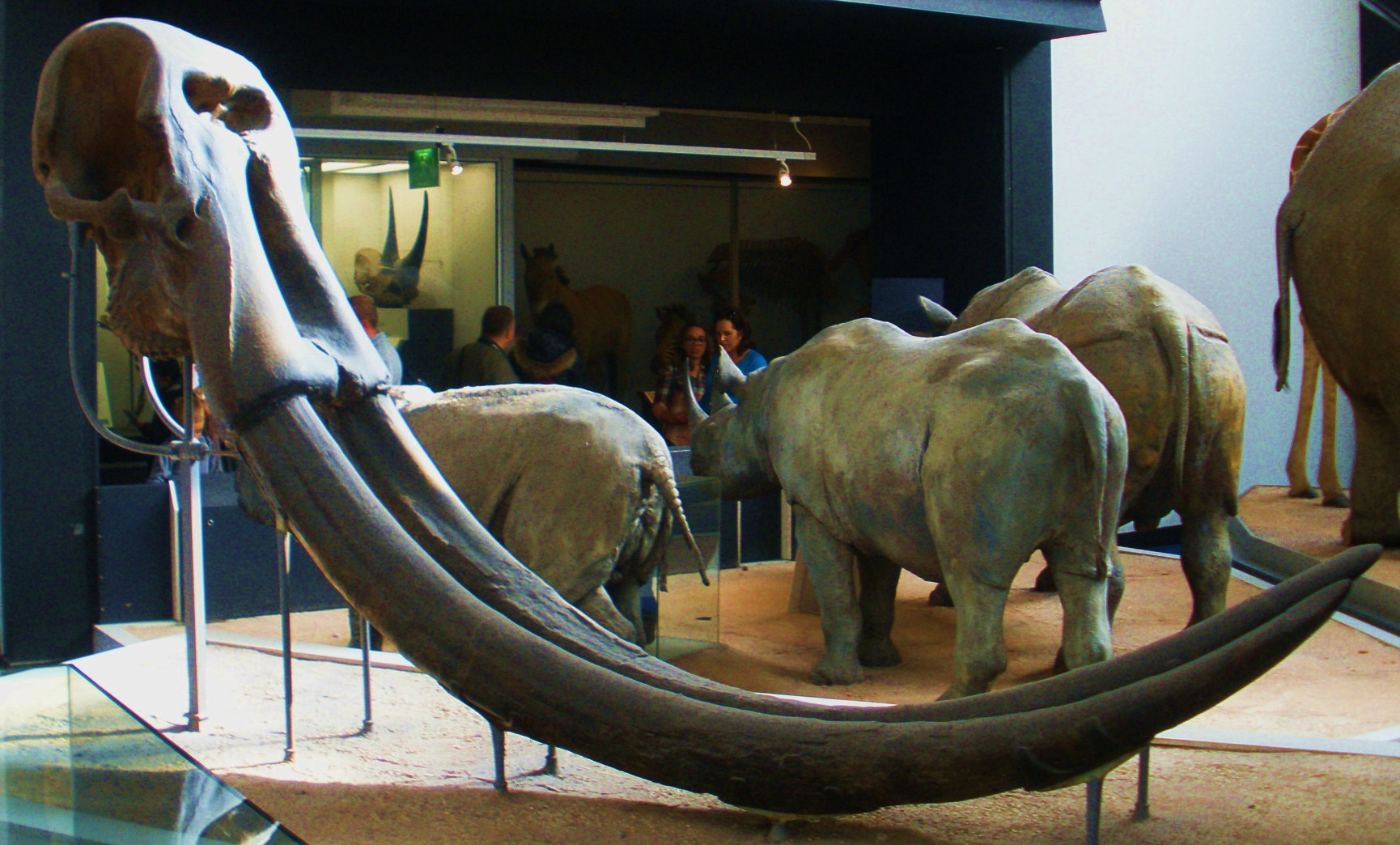
Schädel von Stegodon ganesha im Natural History Museum, London

Folgende Spezies werden den Stegodon zugeordnet:
- Stegodon aurorae: Fossilien wurden in Japan gefunden.[2]
- Stegodon elephantoides (Myanmar, Java)
- Stegodon florensis (Flores, Indonesien)
- Stegodon ganesha (Indien)
- Stegodon kaisensis
- Stegodon luzonensis (Philippinen)
- Stegodon mindanensis (Philippinen)
- Stegodon orientalis (China, Japan) – Orientalischer Stegodont
- Stegodon shinshuensis (Japan) – Japanischer Stegodont
- Stegodon sompoensis (Sulawesi, Indonesien)
- Stegodon sondaari (Flores, Indonesien)
- Stegodon timorensis (Westtimor, Indonesien)
- Stegodon trigonocephalus (Java und Westtimor, Indonesien)
- Stegodon zdanski Synonym Stegodon huanghoensis (China)